# Sanrio

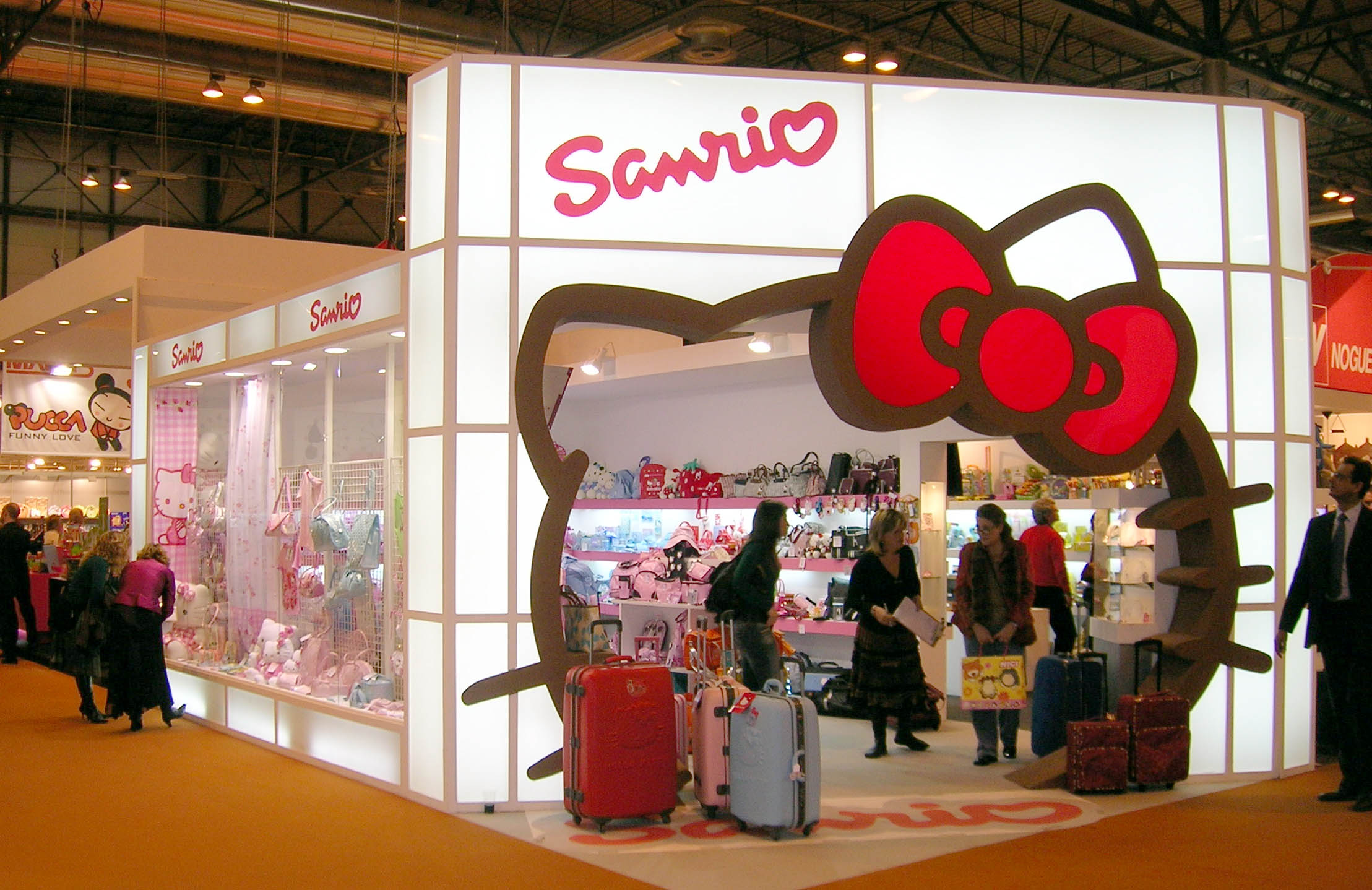
SANRIO en una convención comercial en Madrid

Sanrio Co., Ltd.(株式会社サンリオKabushikigaisha Sanrio) es una empresa de origen japonés dedicada especialmente a la fabricación de productos de diseño que ofrece la serie de personajes y licencias, con distribución de productos de papelería, útiles escolares, regalos y accesorios. El personaje más conocido es Hello Kitty, una gata blanca antropomórfica con un lazo rojo, una de las más exitosas marcas en el mundo, además de embajadora infantil de Unicef.

## Historia
Fue iniciada por Shintaro Tsuji como Yamanashi Silk Company en 1960, con un millón de yenes de capital. La compañía produjo una línea de personajes en torno a la mercancía de regalos de ocasiones. No fue hasta 1973 cuando la empresa fue creada oficialmente con el nombre de "Sanrio".
Además de la venta de sus famosos personajes, también participa en la producción y la edición de películas. También participan en la industria de comida rápida, con una franquicia de KFC en Saitama. Ellos también poseen los derechos de Peanuts en Japón. SANRIO también tiene una empresa en la rama animatrónica llamada Kokoro Company, Ltd ("Kokoro" es la palabra japonesa para "corazón"), más conocida por el androide Actroid.
SANRIO es el mayor fabricante de tarjetas de felicitación en Japón. En el año 2002, se inició una empresa conjunta con The Walt Disney Company para sus tarjetas de felicitación.
Hello Kitty fue agregada como uno de los primeros personajes de Sanrio en 1974 y lanzada en 1975. La popular felina ha tenido dos picos y caídas en las ventas a través de los años, pero siempre ha sido la mayor contribuyente a las ventas de SANRIO. Otros personajes populares en particular a través de los años han sido: los Little Twin Stars (creado por el Sr Tsuji mismo), My Melody, Keroppi, Tuxedo Sam, Bad Badtz-Maru, Usahana, Pochacco, Chococat y Cinnamoroll. SANRIO constantemente agrega nuevos personajes a su línea (hasta tres al año), por lo que algunos de los antiguos personajes son retirados. Durante un tiempo, Único, el unicornio bebe creado por Osamu Tezuka que protagonizó dos largometrajes de anime en las películas de comienzos del decenio de 1980, también fue parte del imperio Sanrio, sin embargo, los derechos han pasado a Tezuka de la propia empresa después de la muerte de Tezuka en 1989.
A finales de 2003, Sanrio ganó el premio "Top Brand con Conciencia" premio de la Medinge Grupo de Suecia por sus principios en comunicación. La compañía se ha asociado con UNICEF desde 1984.
En 2006 con una empresa conjunta con Typhoon Games y lanzó Sanrio Digital para ampliar su marca y los ingresos a través de Internet, juegos en línea y servicios móviles.
"Las aventuras de Hello Kitty y sus amigos" es la primera serie de televisión de animación en 3D de Hello Kitty. La animación es con licencia de Sanrio Digital y producida por Dream Cortex. La primera temporada de 52 episodios salió en Europa y Asia, incluido Hong Kong, a partir del primer trimestre de 2008.

## Localizaciones

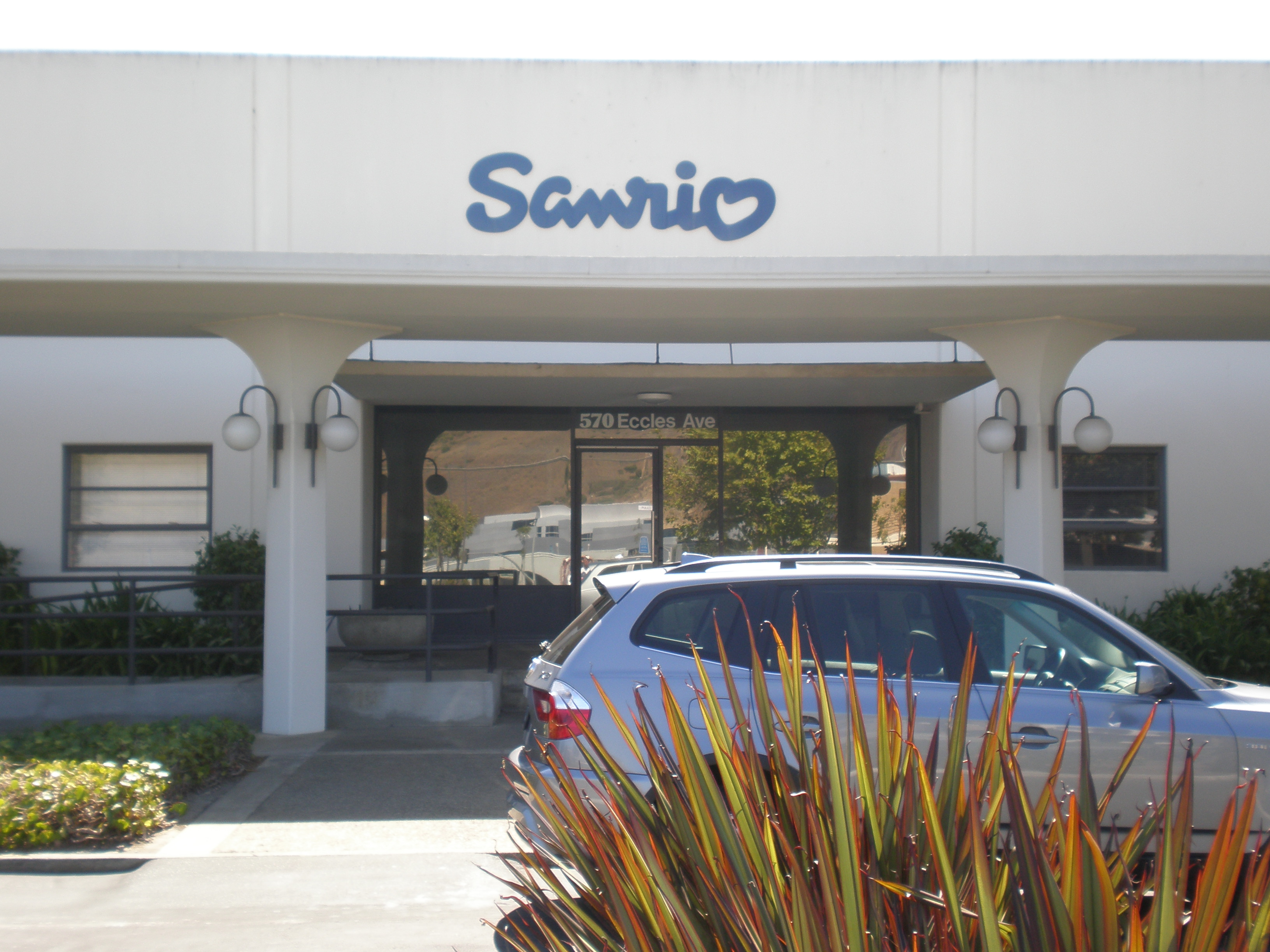
La sede de Sanrio, Inc. en el sur de San Francisco, California

SANRIO alberga dos parques temáticos en Japón, Sanrio Puroland en Tama, Tokio y Harmonyland en Hiji, Ōita, Kyūshū.
SANRIO Inc, la filial americana que produce la mayor parte de la mercancía se encuentra en tiendas de franquicia, tiene su oficina en el sur de San Francisco, California. SANRIO abrió sus puertas en el hemisferio occidental en San José del Eastridge Mall. Hay dieciocho ubicaciones en todo el país y además en 2005 abrió su primera high-end boutique llamada Momoberry en Beverly Center en Los Ángeles.

## Personajes

### 1970
- Coro Chan (1973)
- Hello Kitty (1974)
- Mimmy (1974)
- Spunky Burro (1974)
- My Melody (1975)
- Little Twin Stars (1975)
- The Strawberry King (1975)
- Patty & Jimmy (1975)
- Tiny Poem (1975)
- Robby Rabbit (1975)
- Small People (1976)
- Button Nose (1978)
- Tuxedo Sam (1979)
- Cheery Chums (1979)

### 1980
- My Sweet Piano (1980)
- Twee Dee Drops (1980)
- Goropikadon (1982)
- The Vaudeville Duo (1983)
- Zashikibuta (1984)
- Minna No Tabo (1984)
- Tiny Chum (1984)
- Hangyodon (1985)
- Marron Cream (1985)
- Keroppi (1988)
- Pochacco (1989)
- Rururugakuen (1989)

### 1990
- Pekkle (1990)
- Spottie Dottie (1990)
- Tetsunagikuma (1990)
- Little Cottonwood Cottage (1990)
- Monkichi (1991)
- Sugar Cream Puff (1991)
- Patapatapeppy (1992)
- Bad Badtz-Maru (1993)
- Pippo (1993)
- Picke Bicke (1993)
- Pompompurin (1996)
- Chococat (1996)
- Corocorokuririn (1997)
- Pink no Corisu (1998)
- Dear Daniel (1999)
- Landry (1999)
- Heysuke (1999)
- Shinkansen (1999)

### 2000
- Nemukko Nyago (2000)
- Robow@n (2000)
- Sweet Coron (2000)
- Hannari Komachi (2000)
- Chocopanda (2000)
- Usahana (2001)
- Cinnamoroll (2001)
- Deery-Lou (2001)
- Hoshinowaguma (2002)
- Pinki Lili (2002)
- Pururun Kyupi (2002)
- Pandapple (2002)
- Chibimaru (2003)
- Dokidoki Yummychums (2003)
- Chi Chai Monchan (2003)
- Pannapitta (2003)
- Charmmy Kitty (2004)
- Sugarbunnies (2004)
- Tenorikuma (2005)
- Cinnamoangels (2005)
- Kuromi (2005)
- Masyumaro (2006)
- Pankunchi (2006)
- Lloromannic (2007)
- Sugarminuet (2008)
- Jewelpet (2008)
- Yoshikitty (2009)

### 2010
- Wish me mell (2010)
- Framboiloulou (2010)
- Ichigoman (2011)
- Go-chan (2011)
- Bonbonribbon (2012)
- Cocoa and Vanilla (2012)
- Showbyrock! (2013)
- Gudetama (2013)
- Kirimichan (2013)
- Hummingmint (2014)
- Littleforestfellow (2015)
- Aggretsuko (2015)
- Sanrio Boys (2015)
- Cogimyun (2015)
- Hagurumanstyle (2015)
- Little Forest Fellow (2015)
- Rilu Rilu Fairilu (2015)
- PINKYLILROSE y RIOSKYPEACE (2016)
- Marumofubiyori (2017)
- Mewkledreamy (2017)

### 2020
- Beatcats (2020)
- Hapidanbui (2020)
- JOChum (2022)
- PETAPETAMINILIAN (2022)
- BUDDYEDDY (2023)